# 大屯土司庄园
27°39′55″N 105°45′06″E / 27.66528°N 105.75167°E
大屯土司庄园位于中国贵州省毕节市七星关区（原毕节县）大屯彝族乡大屯村，是彝族余氏土司的庄园，1988年被列为第三批全国重点文物保护单位。
庄园于清道光元年（1821年）由土司余象仪始建。建筑依山而建，占地5000余平方米，为砖木结构，分左中右三路，相对独立又互相联通。中路有大堂、对厅（二堂）、正堂。左路有轿厅、客厅、花园及祠堂。右路有花园、客房、仓房、碾房及绣楼。